# Галян, Борис Афанасьевич
Борис Афанасьевич Галян (р. 1934 г.) — инженер-конструктор, лауреат Ленинской премии 1988 г.
Родился 09.08.1934.
Окончил Киевский политехнический институт (1958).
С 1958 г. работал в Институте электросварки им. Е. О. Патона АН УССР: инженер, с 1960 старший инженер-конструктор, с 1969 зав. сектором, с 1978 главный конструктор проекта опытного конструкторско-технологического бюро (ОКТБ).
Лауреат Ленинской премии 1988 г. (в составе коллектива) — за создание высокопроизводительной технологии и комплекса оборудования для контактной сварки трубопроводной системы большого диаметра.